# Engship

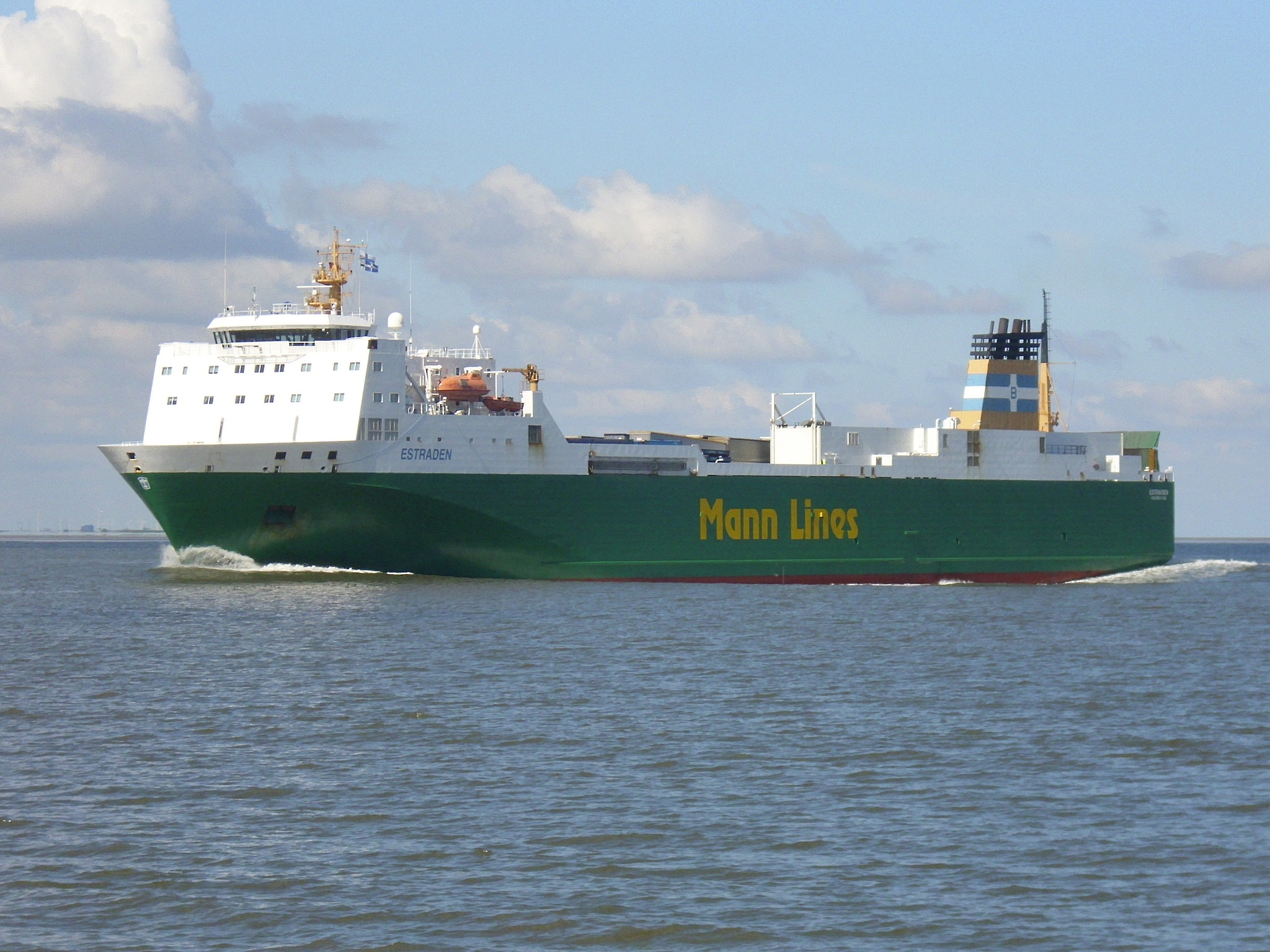
M/S Estraden under gång mot Bremerhaven.

Rederi Ab Engship var ett finskt rederi med hemort i Nagu. Rederiet såldes 2006 till Bore.
Familjen Engblom hade redan länge varit verksamma i redarbranschen då de, efter att verksamheten vuxit, 1973 grundade aktiebolaget Rederi Ab Engship. Som mest hade rederiet 16 fraktfartyg och 430 anställda. Huvudkontoret fanns i Åbo men rederiets hemort och fartygens hemmahamn var Nagu. Av 27 fartyg var 9 nybyggen, varav de första, Najaden, Vinden och Trenden, byggdes 1989. Det sista nybygget, Estraden, byggdes 1999. Fartygen fraktade framförallt exportprodukter för den finska skogs- och stålindustrin.
Engship utvecklade tillsammans med Transfennica och Bror Husell Chartering (BHC) en ny typ av fartyg för transport av skogsprodukter. Det första fartyget av den nya typen levererades till BHC 1996.
År 2006 sålde familjen Engblom alla rederiets aktier till rederiet Bore, som i sin tur 2016 såldes till nederländska Spliethoff. Tre av de tidigare Engship-fartygen ingick i det senare köpet.